# Musée Cobra
Le musée Cobra d'art moderne ou plus couramment musée Cobra (en néerlandais : Cobra Museum voor Moderne Kunst ou Cobra Museum) est un musée d'art moderne situé à Amstelveen, aux Pays-Bas. Le directeur du musée est J. Vrieze. Les collections du musée regroupent de nombreuses œuvres majeures du Vrij Beelden (1945), une collection exceptionnelle du groupe Cobra (1948–1951) et du mouvement Creatie (1950-1955).
Ce musée, qui vise à apporter une expertise dans le domaine de l'art moderne, met en valeur l'expérimentation artistique. Il tâche d'apporter une nouvelle lumière sur les jeunes artistes, héritiers du groupe Cobra.

## Œuvres et artistes
- Corneille
- Egill Jacobsen
- Anton Rooskens
- Jan Nieuwenhuys
- Frieda Hunziker (cy)
- Asger Jorn
- Henry Heerup
- Karel Appel
- Jean-Michel Atlan
- Constant Nieuwenhuis
- Carl-Henning Pedersen
- Lucebert
- Raoul Ubac
- Shinkichi Tajiri
- Theo Wolvecamp
- Eugène Brands
- Andro Wekua (en)